# NXT TakeOver: Toronto (2016)
NXT TakeOver: Toronto foi um evento de luta livre profissional produzido pela WWE e transmitido pelo WWE Network para o seu território de desenvolvimento, o WWE NXT. Ocorreu em 19 de novembro de 2016, no Air Canada Centre em Toronto, Ontário, Canadá. Este foi o décimo segundo evento do NXT TakeOver e o quarto a acontecer em 2016.

## Antes do evento
NXT TakeOver: Toronto teve combates de luta livre profissional de diferentes lutadores com rivalidades e histórias pré-determinadas, que se desenvolveram no WWE NXT, programa do território de desenvolvimento da WWE que é transmitido pelo WWE Network. Os lutadores interpretaram um vilão ou um mocinho seguindo uma série de eventos para gerar tensão, culminando em várias lutas.

### Dusty Rhodes Tag Team Classic
No NXT de 28 de setembro, William Regal anunciou que o segundo Dusty Rhodes Tag Team Classic anual aconteceria durante várias semanas, culminando com a final no NXT TakeOver: Toronto. O torneio começou no NXT de 5 de outubro.

#### Torneio
|  | Primeira fase NXT (5 de outuro) | Primeira fase NXT (5 de outuro)                | Primeira fase NXT (5 de outuro) |                                |                            | Quartas de final NXT/Evento ao vivo (2 de novembro) | Quartas de final NXT/Evento ao vivo (2 de novembro) | Quartas de final NXT/Evento ao vivo (2 de novembro) |  |  | Semifinais Evento ao vivo (7 de novembro) | Semifinais Evento ao vivo (7 de novembro) | Semifinais Evento ao vivo (7 de novembro) |  |  | Final NXT TakeOver: Toronto (19 de novembro) | Final NXT TakeOver: Toronto (19 de novembro) | Final NXT TakeOver: Toronto (19 de novembro) |  |
|  |                                 |                                                |                                 |                                |                            |                                                     |                                                     |                                                     |  |  |                                           |                                           |                                           |  |  |                                              |                                              |                                              |  |
|  | 1                               | TM-61 (Nick Miller e Shane Thorne)             | Pin                             |                                |                            |                                                     |                                                     |                                                     |  |  |                                           |                                           |                                           |  |  |                                              |                                              |                                              |  |
|  | 1                               | TM-61 (Nick Miller e Shane Thorne)             | Pin                             |                                |                            |                                                     |                                                     |                                                     |  |  |                                           |                                           |                                           |  |  |                                              |                                              |                                              |  |
|  | 16                              | Riddick Moss e Tino Sabbatelli                 | [ 11 ]                          |                                |                            |                                                     |                                                     |                                                     |  |  |                                           |                                           |                                           |  |  |                                              |                                              |                                              |  |
|  | 16                              | Riddick Moss e Tino Sabbatelli                 | [ 11 ]                          |                                | TM-61                      | TM-61                                               | Pin2                                                |                                                     |  |  |                                           |                                           |                                           |  |  |                                              |                                              |                                              |  |
|  |                                 |                                                |                                 |                                | TM-61                      | TM-61                                               | Pin2                                                |                                                     |  |  |                                           |                                           |                                           |  |  |                                              |                                              |                                              |  |
|  |                                 |                                                | Austin Aries e Roderick Strong  | Austin Aries e Roderick Strong | [ 12 ] [ 13 ]              |                                                     |                                                     |                                                     |  |  |                                           |                                           |                                           |  |  |                                              |                                              |                                              |  |
|  | 8                               | Austin Aries e Roderick Strong                 | Austin Aries e Roderick Strong  | Austin Aries e Roderick Strong | [ 12 ] [ 13 ]              | Pin                                                 |                                                     |                                                     |  |  |                                           |                                           |                                           |  |  |                                              |                                              |                                              |  |
|  | 8                               | Austin Aries e Roderick Strong                 |                                 |                                |                            |                                                     |                                                     |                                                     |  |  |                                           |                                           |                                           |  |  |                                              |                                              |                                              |  |
|  | 9                               | Heavy Machinery (Otis Dozovic e Tucker Knight) | [ 14 ]                          |                                |                            |                                                     |                                                     |                                                     |  |  |                                           |                                           |                                           |  |  |                                              |                                              |                                              |  |
|  | 9                               | Heavy Machinery (Otis Dozovic e Tucker Knight) | [ 14 ]                          |                                | TM-61                      | TM-61                                               | Pin                                                 |                                                     |  |  |                                           |                                           |                                           |  |  |                                              |                                              |                                              |  |
|  |                                 |                                                |                                 |                                |                            |                                                     |                                                     |                                                     |  |  |                                           |                                           |                                           |  |  |                                              |                                              |                                              |  |
|  |                                 |                                                | SAnitY                          | SAnitY                         | [ 15 ] [ 16 ]              |                                                     |                                                     |                                                     |  |  |                                           |                                           |                                           |  |  |                                              |                                              |                                              |  |
|  | 5                               | Kota Ibushi e T.J. Perkins1                    | SAnitY                          | SAnitY                         | [ 15 ] [ 16 ]              | Sub                                                 |                                                     |                                                     |  |  |                                           |                                           |                                           |  |  |                                              |                                              |                                              |  |
|  | 5                               | Kota Ibushi e T.J. Perkins1                    |                                 |                                |                            |                                                     |                                                     |                                                     |  |  |                                           |                                           |                                           |  |  |                                              |                                              |                                              |  |
|  | 12                              | Lince Dorado e Mustafa Ali                     | [ 17 ]                          |                                |                            |                                                     |                                                     |                                                     |  |  |                                           |                                           |                                           |  |  |                                              |                                              |                                              |  |
|  | 12                              | Lince Dorado e Mustafa Ali                     | [ 17 ]                          |                                | Kota Ibushi e T.J. Perkins | Kota Ibushi e T.J. Perkins                          | [ 13 ]                                              |                                                     |  |  |                                           |                                           |                                           |  |  |                                              |                                              |                                              |  |
|  |                                 |                                                |                                 |                                | Kota Ibushi e T.J. Perkins | Kota Ibushi e T.J. Perkins                          | [ 13 ]                                              |                                                     |  |  |                                           |                                           |                                           |  |  |                                              |                                              |                                              |  |
|  |                                 |                                                | SAnitY                          | SAnitY                         | Pin                        |                                                     |                                                     |                                                     |  |  |                                           |                                           |                                           |  |  |                                              |                                              |                                              |  |
|  | 4                               | Bobby Roode e Tye Dillinger                    | SAnitY                          | SAnitY                         | Pin                        | [ 11 ]                                              |                                                     |                                                     |  |  |                                           |                                           |                                           |  |  |                                              |                                              |                                              |  |
|  | 4                               | Bobby Roode e Tye Dillinger                    |                                 |                                |                            |                                                     |                                                     |                                                     |  |  |                                           |                                           |                                           |  |  |                                              |                                              |                                              |  |
|  | 13                              | SAnitY (Alexander Wolfe e Sawyer Fulton)       | Pin                             |                                |                            |                                                     |                                                     |                                                     |  |  |                                           |                                           |                                           |  |  |                                              |                                              |                                              |  |
|  | 13                              | SAnitY (Alexander Wolfe e Sawyer Fulton)       | Pin                             | TM-61                          |                            |                                                     |                                                     |                                                     |  |  |                                           |                                           |                                           |  |  |                                              |                                              |                                              |  |
|  |                                 |                                                |                                 |                                |                            |                                                     |                                                     |                                                     |  |  |                                           |                                           |                                           |  |  |                                              |                                              |                                              |  |
|  |                                 |                                                | The Authors of Pain             | The Authors of Pain            | Pin                        |                                                     |                                                     |                                                     |  |  |                                           |                                           |                                           |  |  |                                              |                                              |                                              |  |
|  | 6                               | The Authors of Pain (Akam e Rezar)             | The Authors of Pain             | The Authors of Pain            | Pin                        | Pin                                                 |                                                     |                                                     |  |  |                                           |                                           |                                           |  |  |                                              |                                              |                                              |  |
|  | 6                               | The Authors of Pain (Akam e Rezar)             |                                 |                                |                            |                                                     |                                                     |                                                     |  |  |                                           |                                           |                                           |  |  |                                              |                                              |                                              |  |
|  | 11                              | The Bollywood Boyz (Gurv Sihra e Harv Sihra)   | [ 18 ]                          |                                |                            |                                                     |                                                     |                                                     |  |  |                                           |                                           |                                           |  |  |                                              |                                              |                                              |  |
|  | 11                              | The Bollywood Boyz (Gurv Sihra e Harv Sihra)   | [ 18 ]                          |                                | The Authors of Pain        | The Authors of Pain                                 | Pin                                                 |                                                     |  |  |                                           |                                           |                                           |  |  |                                              |                                              |                                              |  |
|  |                                 |                                                |                                 |                                | The Authors of Pain        | The Authors of Pain                                 | Pin                                                 |                                                     |  |  |                                           |                                           |                                           |  |  |                                              |                                              |                                              |  |
|  |                                 |                                                | No Way Jose e Rich Swann        | No Way Jose e Rich Swann       | [ 12 ] [ 13 ]              |                                                     |                                                     |                                                     |  |  |                                           |                                           |                                           |  |  |                                              |                                              |                                              |  |
|  | 3                               | No Way Jose e Rich Swann                       | No Way Jose e Rich Swann        | No Way Jose e Rich Swann       | [ 12 ] [ 13 ]              | Pin                                                 |                                                     |                                                     |  |  |                                           |                                           |                                           |  |  |                                              |                                              |                                              |  |
|  | 3                               | No Way Jose e Rich Swann                       |                                 |                                |                            |                                                     |                                                     |                                                     |  |  |                                           |                                           |                                           |  |  |                                              |                                              |                                              |  |
|  | 14                              | Drew Gulak e Tony Nese                         | [ 14 ]                          |                                |                            |                                                     |                                                     |                                                     |  |  |                                           |                                           |                                           |  |  |                                              |                                              |                                              |  |
|  | 14                              | Drew Gulak e Tony Nese                         | [ 14 ]                          |                                | The Authors of Pain        | The Authors of Pain                                 | Pin                                                 |                                                     |  |  |                                           |                                           |                                           |  |  |                                              |                                              |                                              |  |
|  |                                 |                                                |                                 |                                |                            |                                                     |                                                     |                                                     |  |  |                                           |                                           |                                           |  |  |                                              |                                              |                                              |  |
|  |                                 |                                                | #DIY                            | #DIY                           | [ 15 ] [ 16 ]              |                                                     |                                                     |                                                     |  |  |                                           |                                           |                                           |  |  |                                              |                                              |                                              |  |
|  | 7                               | The Revival (Dash Wilder e Scott Dawson)       | #DIY                            | #DIY                           | [ 15 ] [ 16 ]              | Pin                                                 |                                                     |                                                     |  |  |                                           |                                           |                                           |  |  |                                              |                                              |                                              |  |
|  | 7                               | The Revival (Dash Wilder e Scott Dawson)       |                                 |                                |                            |                                                     |                                                     |                                                     |  |  |                                           |                                           |                                           |  |  |                                              |                                              |                                              |  |
|  | 10                              | Andrade Almas e Cedric Alexander               | [ 18 ]                          |                                |                            |                                                     |                                                     |                                                     |  |  |                                           |                                           |                                           |  |  |                                              |                                              |                                              |  |
|  | 10                              | Andrade Almas e Cedric Alexander               | [ 18 ]                          |                                | The Revival                | The Revival                                         | [ 13 ]                                              |                                                     |  |  |                                           |                                           |                                           |  |  |                                              |                                              |                                              |  |
|  |                                 |                                                |                                 |                                | The Revival                | The Revival                                         | [ 13 ]                                              |                                                     |  |  |                                           |                                           |                                           |  |  |                                              |                                              |                                              |  |
|  |                                 |                                                | #DIY                            | #DIY                           | Forfeit3                   |                                                     |                                                     |                                                     |  |  |                                           |                                           |                                           |  |  |                                              |                                              |                                              |  |
|  | 2                               | #DIY (Johnny Gargano e Tommaso Ciampa)         | #DIY                            | #DIY                           | Forfeit3                   | Pin                                                 |                                                     |                                                     |  |  |                                           |                                           |                                           |  |  |                                              |                                              |                                              |  |
|  | 2                               | #DIY (Johnny Gargano e Tommaso Ciampa)         |                                 |                                |                            |                                                     |                                                     |                                                     |  |  |                                           |                                           |                                           |  |  |                                              |                                              |                                              |  |
|  | 15                              | Ho Ho Lun e Tian Bing                          | [ 17 ]                          |                                |                            |                                                     |                                                     |                                                     |  |  |                                           |                                           |                                           |  |  |                                              |                                              |                                              |  |

1 O parceiro original de Ibushi, Hideo Itami, se lesionou antes do torneio começar, sendo substituído por T.J. Perkins.

2 Aries não pôde competir devido a uma lesão. William Regal decidiu que a dupla vencedora seria decida entre uma luta individual entre Thorne e Strong.

3 The Revival retiraram-se do torneio, afirmando que Dawson estava lesionado.

## Resultados
| Nº                                          | Resultados                                                                                           | Estipulações | Tempo |
| ------------------------------------------- | --- | --- | ----- |
| 1                                           | Bobby Roode derrotou Tye Dillinger                                                                   | Luta individual | 16:28 |
| 2                                           | The Authors of Pain (Akam e Rezar) (com Paul Ellering) derrotou TM-61 (Nick Miller e Shane Thorne)   | Luta de duplas pela final do torneio Dusty Rhodes Tag Team Classic com Paul Ellering suspenso acima do ringue em uma jaula | 8:20  |
| 3                                           | #DIY (Johnny Gargano e Tommaso Ciampa) derrotou The Revival (Scott Dawson e Dash Wilder) (c) por 2–1 | Luta de duas quedas pelo NXT Tag Team Championship                                                                         | 22:18 |
| 4                                           | Asuka (c) derrotou Mickie James por submissão                                                        | Luta individual pelo NXT Women's Championship                                                                              | 13:07 |
| 5                                           | Samoa Joe derrotou Shinsuke Nakamura (c)                                                             | Luta individual pelo NXT Championship                                                                                      | 20:12 |
| (c) – Refere-se aos campeões antes da luta. | | |       |